# Turnor Lake
Turnor Lake är en sjö i Kanada.   Den ligger i provinsen Saskatchewan, i den centrala delen av landet, 2 600 km väster om huvudstaden Ottawa. Turnor Lake ligger 445 meter över havet.
I omgivningarna runt Turnor Lake växer i huvudsak blandskog. Trakten runt Turnor Lake är nära nog obefolkad, med mindre än två invånare per kvadratkilometer.